# Škarda bahenní

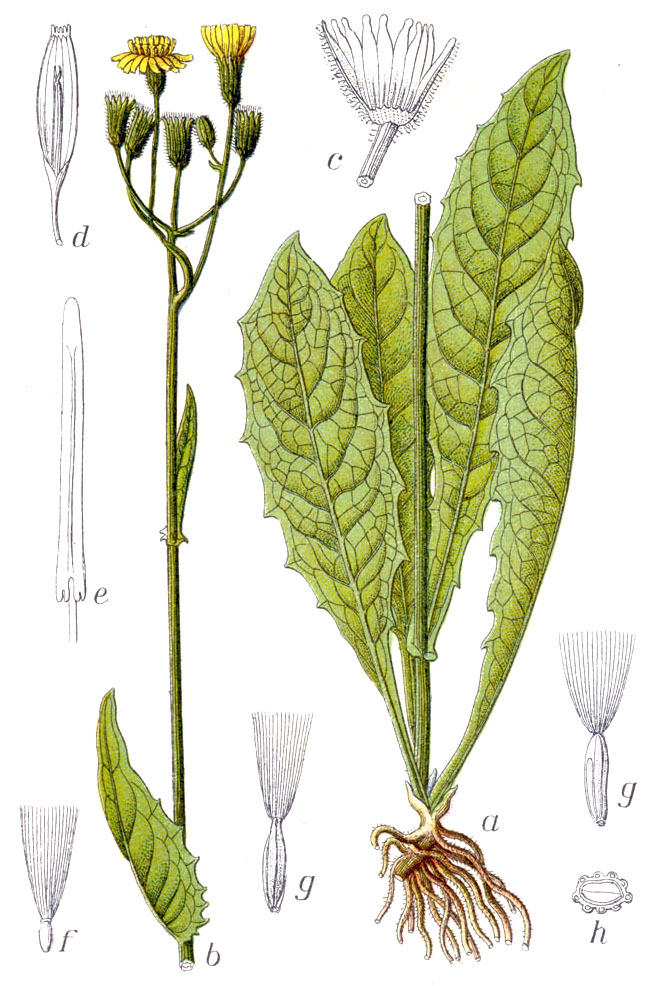
Nákres škardy bahenní

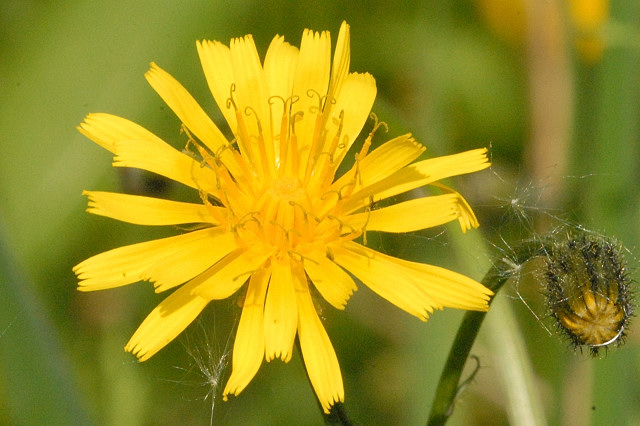
Květenství

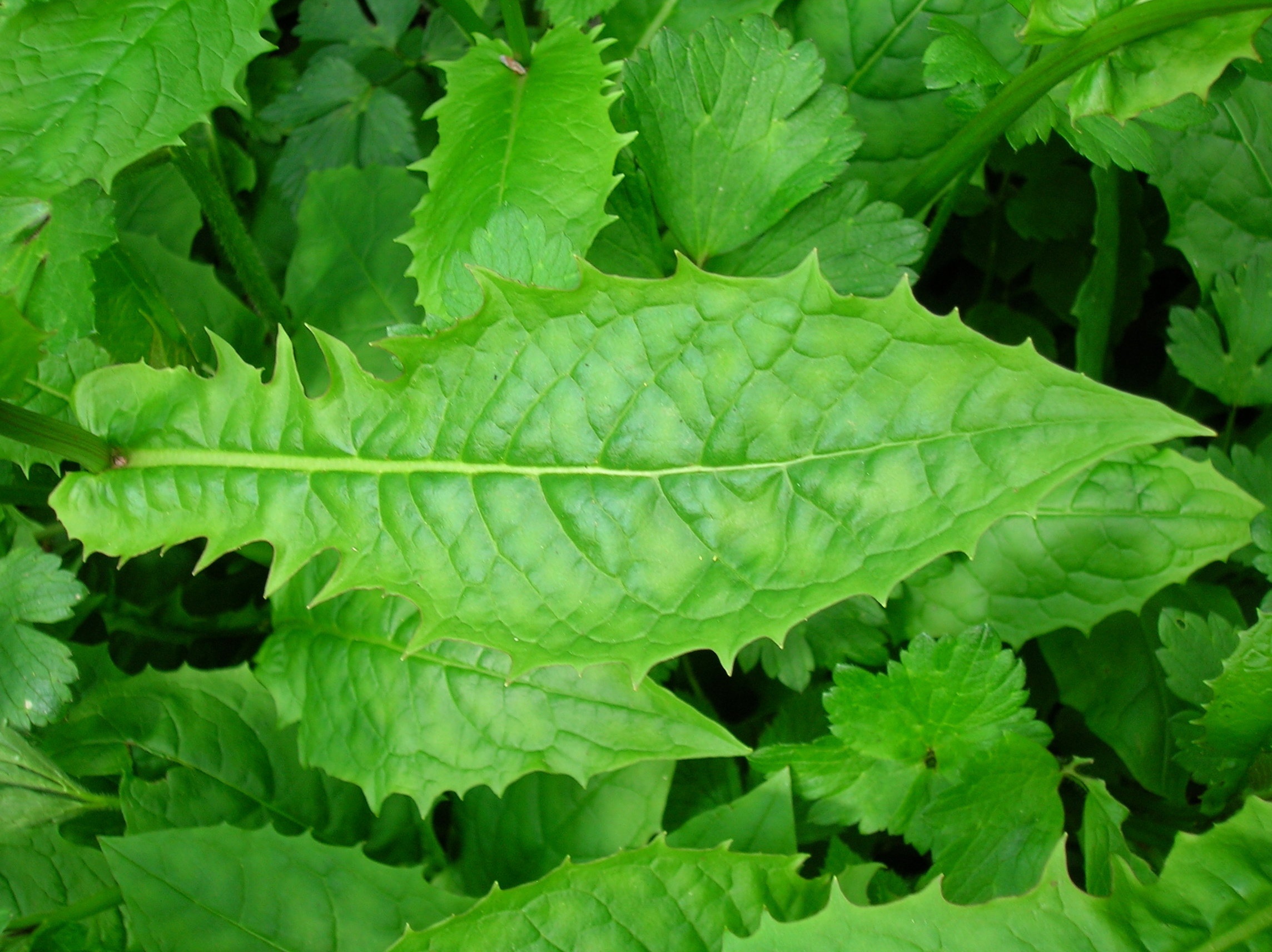
List

Škarda bahenní (Crepis paludosa) je vytrvalá, středně vysoká, žlutě kvetoucí bylina, jedna z asi dvou stovek druhů rodu škarda. V České republice je původním druhem a vyskytuje se roztroušeně až hojně na většině území.

## Rozšíření
Roste ve většině Evropy, vyjma nejsušších oblastí na jihu. Její areál sahá od Islandu a Britských ostrovů na severu po severní oblasti Španělska, jižní Francie a severní Itálie, po Severní Makedonii a jih Bulharska, dále zaujímá celou střední Evropu a na východě sahá až po střední Ural a na severu téměř na pobřeží Severního ledového oceánu. Na jihovýchodě Evropy její výskyt přesahuje až do turecké Anatólie.
V ČR od kolinního po montánní stupeň, nejsilnější výskyt je zaznamenán ve vlhkostně příznivých pahorkatinách mezofytika a oreofytika. Nejníže roste v nadmořské výšce 180 m u Mělnické Vrutice v okrese Mělník a nejvýše ve 1420 m n. m. v Krkonoších u Luční boudy a na Bílé louce. Vzácná je na jižní Moravě, v Českém krasu, v Třeboňské pánvi, v okolí Českých Budějovic a Chebu.

## Ekologie
Je hemikryptofyt, který má obnovovacími pupeny při povrchu půdy kryté v zimním období odumřelými listy. Roste na vlhkých až zamokřených, hlubokých a na živiny bohatých půdách vyskytujících se u potoků a lesních rybníků, podél smrkových lesů, v mokřadních olšinách a lužních lesích, okolo lesních cest i ve vlhkých příkopech. Preferuje půdu kyselou až neutrální a částečné zastínění. Stanovištím se suchou půdou a s vápencovitým podložím se spíše vyhýbá. Kvete od června do srpna, ve vyšších polohách až do září. Bylina má hořkou chuť, není však toxická; při poranění roní bílé mléko. Je dobrým indikátorem dostatku živin v půdě, hlavně dusíku. Ploidie druhu je 2n = 12.

## Popis
Vytrvalá rostlina s přímou lodyhou vyrůstající do výšky 30 až 80 cm, která roste s krátkého, tlustého, šikmého oddenku. Lodyha je podélně rýhovaná, pevná, dutá, pouze pod květenstvím řídce pýřitá, téměř rovnoměrně olistěná a na bázi často hnědofialově naběhlá. Listy přízemní růžice jsou řapíkaté, tenké, s čepelí obkopinatou, 10 až 20 cm dlouhou a 4 až 5 cm širokou, na bázi klínovitou, vrcholu špičatou a po obvodě mělce až různě hluboce zubatou. Lodyžní listy jsou přisedlé, tvarem se podobají listům přízemním, pouze směrem nahoru se zmenšují do délky nejvýše 12 cm.
Na vrcholu lodyhy vyrůstají 3 až 4 cm velké úbory žlutých květů seskupené, v počtu tři až dvanáct, do chudého chocholičnatého květenství. Úbory mají přímo odstálé, někdy obloukovité, chlupaté stopky a válcovitý, černozelený zákrov asi 10 mm dlouhý a 6 mm široký. Zákrovní listeny jsou odlišné, vnější jsou čárkovitě kopinaté, okolo 4 mm dlouhé a volně přitisklé, vnitřní jsou čárkovité, asi 8 mm dlouhé a po obvodě mají úzké světlejší pásky. Oboupohlavné květy jsou dlouhé asi 15 mm a s pětizubou ligulou širokou 2,5 mm přesahují zákrov. Korunní trubka s prašníky je žlutá, čnělka a blizna jsou tmavě zelené. Kalich je v době kvetení nevyvinutý. Květy produkují hodně nektaru a jsou opylovány létajícím hmyzem, hlavně včelami.
Plod je úzká, válcovitě elipsoidní nažka bez zobánku, dlouhá okolo 5 mm a široká 1 mm. Bývá šedohnědá, má 10 mělkých žeber a špinavě žlutobílý chmýr s křehkými, lámavými, drsnými paprsky dlouhými asi 5 mm.
Rostlina se rozšiřuje do blízkého okolí rozrůstáním oddenku nebo jeho oddělky, rozlámanými a roznesenými vodním přívalem. Na větší vzdálenosti se šíři nažkami (semeny) s chmýrem za podpory větru, čerstvé nažky mají dobrou klíčivost.

## Význam
Škarda bahenní je živnou rostlinou pro housenky motýlů: kukléřka mléčová (Cucullia umbratica), můra jestřábníková (Hecatera bicolorata) a zavíječ okrasný (Diasemia reticularis). Včelaři je považována za dobrou medonosnou rostlinu. Květy obsahují hodně nektaru, a proto jsou s oblibou navštěvované včelami; jeden květní úbor obsahuje asi 1,5 mg cukru.